# Grup inuit de satèl·lits de Saturn

Diagrama il·lustratiu de les òrbites dels satèl·lits irregulars de Satrun,
- El semieix major de l'òrbita sobre l'eix horitzontal en milions de Km.
- La inclinació sobre l'eix vertical. Els satèl·lits per sota de l'eix horitzontal (i>90) són retrògrads.
- La mida del cercle indica la mida relativa del satèl·lit.
- Les barres horitzontal indiquen l'excentricitat de les òrbites des del periàpside al apoàpside, és a dir, les variacions de la distància del satèl·lit respecte de Saturn.
La il·lustració mostra els tres grups : el grup inuit a dalt, el grup gal just a sota i el grup nòrdic per sota de l'eix horitzontal.

El grup inuit és una agrupació dinàmica de satèl·lits irregulars prògrads de Saturn, que segueixen una òrbita similar. Els seus semieixos majors varien entre els 11 i els 18 milions de km, les seves inclinacions estan entre els 40° i 50°, i les seves excentricitats entre els 0,15 i 0,48.
El grup està compost pels següents cinc membres en ordre creixent de distància a Saturn:
- Kiviuq
- Ijiraq
- Paaliaq
- Siarnaq
- Tarqeq

La Unió Astronòmica Internacional (UAI) ha assignat a aquests satèl·lits noms provinents de la mitologia inuit.
El grup sembla força homogeni en les primeres observacions, els satèl·lits mostren un color vermell claret (índexs de colors B−V = 0.79 i V−R = 0.51), similar al color dels satèl·lits del grup nòrdic
i similar espectre infraroig.
Observacions recents han revelat que Ijiraq és força més vermell que Paaliaq, Siarnaq i Kiviuq. A més, al contrari que els altres tres, l'espectre de Ijiraq no mostra una absorció feble prop dels 0,7 μm. Aquest tret s'atribueix a una possible font d'aigua.
L'homogeneïtat espectral (amb l'excepció d'Ijiraq) s'explicaria amb un origen comú, un sol cos que s'hauria trencat, no obstant la dispersió dels paràmetres orbitals necessita altres explicacions. Recentment s'han descrit ressonàncies seculars entre els membres del grup que podria proporcionar una explicació a la dispersió després de la col·lisió.